# Tony Campolo
Anthony Campolo, né le 25 février 1935 à Philadelphie (Pennsylvanie) et mort le 19 novembre 2024 à Bryn Mawr (Pennsylvanie), est un pasteur chrétien baptiste américain, un sociologue et cofondateur des Chrétiens des lettres rouges.

## Biographie
Tony Campolo est né à Philadelphie le 25 février 1935. Il étudie à l’Université de l'Est et obtient un Bachelor of Arts en 1956. Il est ordonné pasteur baptiste en 1957. Il étudie également la théologie au Séminaire théologique Palmer et obtient un Bachelor of Divinity en 1960 et un master en 1961. Finalement, il étudie la sociologie à l’Université Temple et obtient un Doctorat en philosophie en 1968.

### Ministère religieux
En 1964, Tony Campolo devient professeur de sociologie à l’Université de l'Est. Pendant dix ans, il enseigne également à l'Université de Pennsylvanie. En 1969, il fonde l'Association évangélique pour la promotion de l'éducation (EAPE). Il devient pasteur associé de la Mount Carmel Baptist Church à West Philadelphia, qui est affiliée à la fois à la Convention baptiste nationale, USA et aux Églises baptistes américaines USA. En 1998, il devient conseiller spirituel du Président Bill Clinton. En 2007, avec Shane Claiborne, il fonde les Chrétiens des lettres rouges, dans le but de rassembler les évangéliques qui croient en l'importance d'insister sur les enjeux de justice sociale évoquées par Jésus (dont les paroles sont en rouge dans certaines traductions de la Bible),.

### Vie privée
Tony Campolo épouse Peggy Davidson le 7 juin 1958. Ils ont deux enfants dont Bart Campolo.

### Mort
Tony Campolo meurt le 19 novembre 2024 à l’âge de 89 ans, à Bryn Mawr (Pennsylvanie).

## Distinctions
- 2006 : Docteur en lettres humaines (doctorat honoris causa), Université de l'Est [3].